# Chairo
Chairo é uma sopa típica do altiplano da Bolívia, feita a base de chuño (um tipo de batata desidratada por congelamento), carne de vaca (frequentemente com ossos), batata, cenoura e temperos.